# Ndumbwe
Ndumbwe ist ein Verwaltungsbezirk (Ward) des Distrikts Mtwara in der tansanischen Region Mtwara. 

## Geografie
Ndumbwe liegt im Südosten von Tansania etwa 25 Kilometer westlich von Mtwara am Fluss Mambi. Die Fläche des Bezirks beträgt 85 Quadratkilometer. Bei der Volkszählung 2022 lebten hier 7350 Menschen in 2126 Haushalten.

## Gliederung
Der Bezirk besteht aus fünf Gemeinden (Mtaa) mit 20 Orten (Kitongoji):
| Ndumbwe - Ndumbwe Mjini - Ndumbwe Barabarani - Namivango - Dimbango - Mdambi - Mtumbikile | Changalawe - Changalawe - Mpapaya - Namdoba - Chiuleule | Mbuo - Mbuo Bondeni - Mbuo Juu - Mahome - Matimbula | Mwatehi - Nakuba - Mchangani - Mkwajuni | Mnyundo - Miyongo - Mnyundo Shuleni - Chitandi |

## Wirtschaft und Infrastruktur
- Bildung: Die Ndumbwe Secondary School ist eine weiterführende Schule, die Jugendliche bis zur 4. Stufe ausbildet.[6]
- Gesundheit: Im Ort Mbuo gibt es eine staatliche Apotheke.[7]
- Straße: Durch den Bezirk verläuft die asphaltierte Nationalstraße T6, die von Lindi im Norden nach Mtwara führt.[8]